# St.-Georgs-Kapelle (Heidesheim)

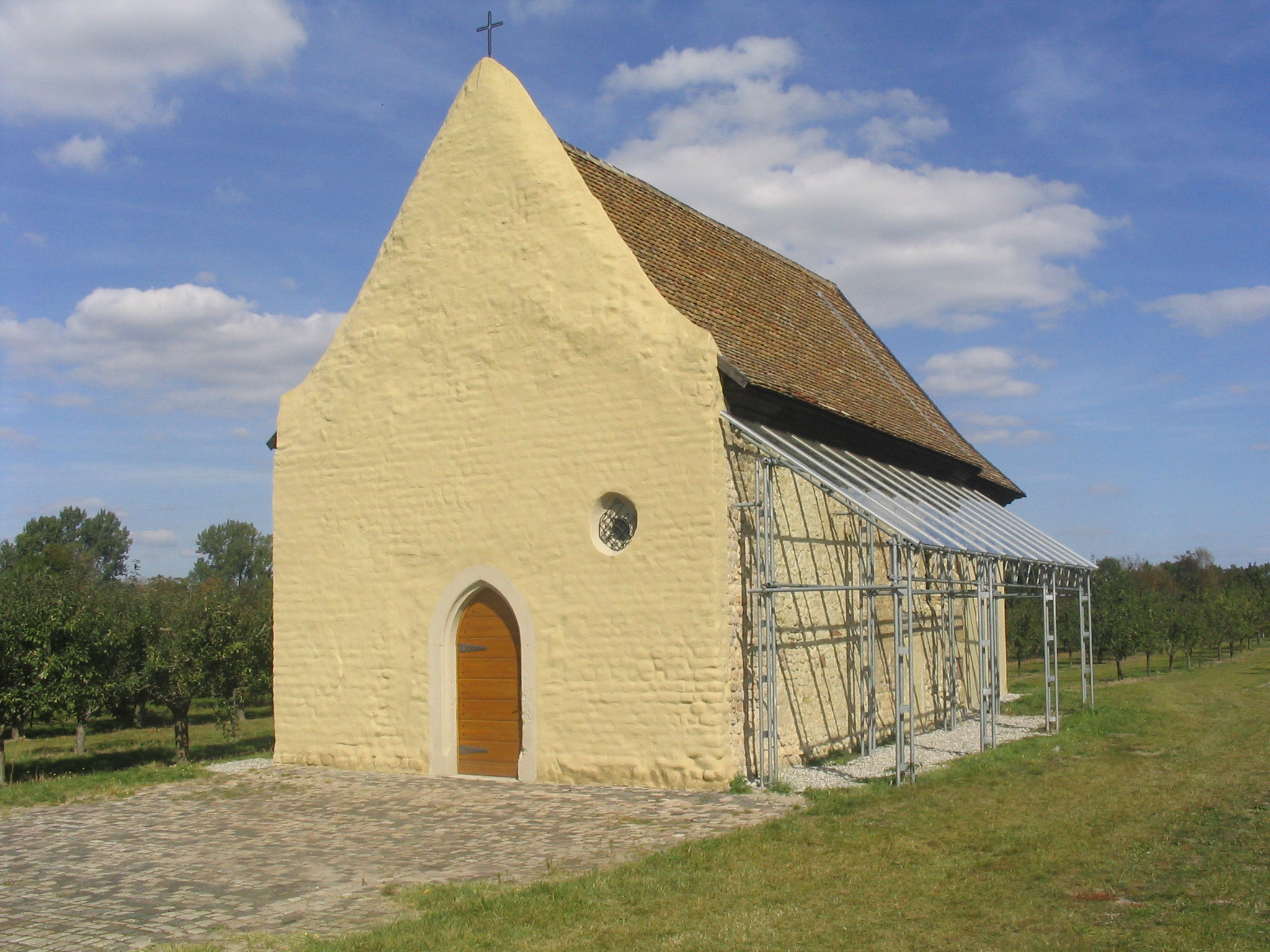
St.-Georgs-Kapelle

Die St.-Georgs-Kapelle – im Norden von Heidesheim am Rhein, einem Ortsteil von Ingelheim am Rhein, zwischen Bahnlinie und Autobahn von Rüsselsheim nach Bingen in Obstfeldern gelegen – ist „in dem vollständig erhaltenen Raum einer römischen“ villa rustica „eingerichtet..., von dem heute noch ... zwei Wände bis unters Dach, zum Teil mit originaler Fugenbemalung außen und Wandputz innen, erhalten sind.“

## Geschichte

### Antike und Mittelalter
Ihre rund 1500 Jahre umfassende Baugeschichte brachte es mit sich, dass man die Anfänge nur sehr allmählich aufdeckte: Lange suchte man sie – nicht zuletzt wegen des Patroziniums des Bischofs Sidonius – in fränkischer Zeit. Neueren Untersuchungen zufolge darf man „in ihr eine spätantike Landkirche“ des Bischofs von Mainz vermuten, das sich nicht zuletzt ihretwegen „als ein besonders lebendiges Zentrum römisch-christlicher Tradition“ zu erkennen gibt. „Die Kapelle kann ... als ältester überkommener Sakralbau Rheinhessens gelten.“
Nach 650 ließen sich um die St.-Georgs-Kapelle fränkische Siedler nieder. Ihre Nachfahren erweiterten die Kapelle an der Wende vom 10. zum 11. Jahrhundert um eine Apsis; damals wurden die erhaltenen Triumphbogenkämpfer eingebaut. Weitere Umbauten erfolgten um 1200 – aus dieser Zeit dürfte die Weiheinschrift im Sturz über der zugemauerten Türe in der Südfassade stammen: + GEWEIHT AM 23. APRIL +, dem Tag des heiligen Georg. Zu dieser Zeit war Sankt Georg Pfarrkirche der Gemeinde.
Sankt Georg und seine Pfarrer hatten Anspruch auf ein Viertel aller in Heidesheim anfallenden Zehnten. Aus dem Mittelalter sind zwei Urkunden bekannt, in denen die St.-Georgs-Kapelle erwähnt wird. Beide stammen aus der Überlieferung von Kloster Eberbach; in beiden geht es darum, ob der Sandhof dem Pfarrer ebendiesen Zehnten schuldete. Während Propst Otto von Mariengreden zwischen April und Juni der Jahre 1185 und 1196 als Pfarrer von Heidesheim seinen Anspruch behaupten konnte, hält ein Schiedsspruch vom 23. Dezember 1278 unter Berufung auf Papst Alexander III. fest, dass Eberbach dem Erkenbold – Pfarrer der Kirche des heiligen Georg in Heisensheim – keinen Zehnten vom Sandhof schuldet.
Mit der Umsiedlung der Gemeinde aus der Rheinebene an den Hang des Dinkbergs und der Errichtung der Kirche Sankt Philipp und Jakob büßte die St.-Georgs-Kapelle ihre Stellung als Pfarrkirche ein; aufgegeben wurde sie deswegen nicht. Vielmehr ersetzte man annähernd gleichzeitig die Apsis durch einen gerade geschlossenen Chor. Das gotische Spitzbogenfenster in dessen Giebelwand ist heute als Aussparung im mittelalterlichen Verputz zu erkennen.  Im 15. Jahrhundert folgten weitere aufwendige Umbauten. Dass bereits im Mittelalter Wallfahrten einsetzten, legen spätere Nachrichten nahe.

### Neuzeit
Nach dem Dreißigjährigen Krieg war die St.-Georgs-Kapelle im Besitz des Reichsfreiherrn Philipp Erwein von Schönborn († 1668), der den Grundbesitz seiner Familie aus dem Taunus an den mittleren Rhein und Main verlagerte. Er erwarb sie wegen des an sie gebundenen Viertels des Zehnten von Abtei Altmünster, das dieses zuvor – die genaueren Umstände bleiben zu klären – dem Pfarrer von Heidesheim entzogen hatten und gegen Ende des oder kurz nach dem Dreißigjährigen Krieg – wie fast immer – in Geldnöten war. Der Unterhalt des Pfarrers wurde zum Ausgleich später vom Kloster bestritten, was seine finanzielle Lage alles andere als aufbesserte.
In einer Beschreibung der Gemeinde, die ein Heidesheimer Pfarrer zwischen 1667 und 1677 verfasst hat und die sich in der Dioecesis Moguntina des Johann Sebastian Severus († 1797) befindet, heißt es über die St.-Georgs-Kapelle: „Auch steht auf dem Feld von Heidesheim eine Kapelle des heiligen Georg, zu Anfang als ein Bau mit armseligem Mauerwerk errichtet, später wegen der Menge der dorthin strömenden Pilger erweitert und offenbar geweiht. ... Nachdem das Fest des heiligen Georg hier im Dorf stets festlich begangen wird, zieht die Ortsgemeinde in feierlicher Bittprozession dorthin und wohnt der festlichen Messe und Predigt bei. In gleicher Weise kommen die Bewohner von Budenheim und Finthen an den Bittagen hierher.“
„Als Ausstattung erfreut diese Kapelle sich des vierten Teils aller Zehnten. Und im Jahr 1665 wurde sie vom Freiherrn Philipp Erwein von Schönborn wiederaufgebaut, der als ihr Besitzer gehalten ist, dem Pfarrer von Heidesheim alljährlich zum Fest des heiligen Georg für Messe und Predigt zwei, den Chorsängern bei der Messe aber drei Gulden zu entrichten. Aus diesem Almosen ist auch die erste Vesper in der Kapelle zu bestreiten.“
Die Heidesheimer bewahrten der St.-Georgs-Kapelle über die Jahrhunderte hinweg Treue: Beim Wiederaufbau im Jahr 1665 transportierten sie „aus tragender affection des gottesdienstes“ das Bauholz vom Rhein zur Kapelle und schlugen es dort auf. Und als die Kapelle 1776 erneut abbrannte, drängte Pfarrer Michael Priester das Erzbischöfliche General-Vikariat, darauf hinzuwirken, dass der Graf von Schönborn sie ein weiteres Mal aufbaute. Von der barocken Ausstattung der Kirche zeugt eine Statue des heiligen Georg, die heute im katholischen Pfarrhaus von Heidesheim aufbewahrt wird.
Als Frankreich 1797 das linke Rheinufer annektierte, fiel die St.-Georgs-Kapelle an den Staat. Die Zehnten wurden aufgehoben, die Wallfahrten eingestellt. Als das Gebäude 1806 auf Abbruch zur Versteigerung ausgeschrieben wurde, setzten die Heidesheimer sich zur Wehr: Der Präsident des Kirchenvorstands, der Bürgermeister und der Pfarrer baten den Präfekten des Départements Donnersberg Jeanbon St. André darum, die St.-Georgs-Kapelle der Kirche zu überlassen. Dem Gesuch wurde stattgegeben.
Danach wurde es still um die St.-Georgs-Kapelle. Im Handbuch von Georg Dehio sucht man sie vergebens. Und 1934 schrieb Ernst Krebs: „So steht nun das Heiligtum des St. Georg immer noch so einsam und verlassen da unten wie vor hunderten von Jahren und betritt man das bescheidene Innere der Kirche, so fühlt man sich in diesem Raume in eine längst untergegangene Zeit versetzt und nur ein jäh vorbeibrausender Eisenbahnzug zerstört die Täuschung und erinnert an die Kluft, welche den Beginn der alten Kultstätte von der Gegenwart scheidet.“
Auch in der von Ernst Gall besorgten Neubearbeitung von Dehios Handbuch fehlt die St.-Georgs-Kapelle. Erst in der dritten Ausgabe aus dem Jahr 1972 findet man eine Würdigung: „Einsam im Feld nördlich Heidesheim, nahe der ehemaligen Römerstraße Mainz-Bingen: Saalbau mit gerade geschlossenem Chor und profilierten Triumphbogenpfeilern, wahrscheinlich 10. Jahrhundert (vgl. die Kämpfer der Saalkirche in Nieder-Ingelheim). In der Südwand vermauertes Portal mit Weiheinschrift auf dem Sturz. Westportal und Fenster im 15. Jahrhundert verändert. Reste einer barocken Ausstattung.“
Dass die öffentliche Wertschätzung für das älteste und bedeutendste Gebäude in Heidesheim seither beständig wächst, ist vor allem dem Förderverein St. Georgskapelle Heidesheim e.V. zu danken. Er setzt sich seit 1984 für die Wiederherstellung des Baus ein, wodurch sich die Kapelle heute innen und außen in einem ihrer Bedeutung angemessenen Zustand befindet. Sie wird wieder für Gottesdienste genutzt. Für die kommenden Jahre hat der Verein sich vorgenommen, Ausgrabungen in ihrem Umfeld und damit die wissenschaftliche Erschließung der römischen villa rustica und der an sie anknüpfenden fränkischen Siedlung voranzubringen.

### Trägerschaft
Die Kapelle gehört heute zur Pfarrei „St. Maria Magdalena Ingelheim“ des römisch-katholischen Bistums Mainz.